# دیشموک
دیشموک شهری است در استان کهگیلویه و بویراحمد و شهرستان کهگیلویه، جمعیت این شهر در سال ۱۳۹۵، برابر با ۵۷۹۱ نفر (۱۲۹۴ خانوار) بوده‌است. وسعت بخش دیشموک ۹۷۶ کیلومتر مربع و ارتفاع شهر دیشموک از سطح دریا ۱۷۲۴ متر می‌باشد. بنا بر سرشماری مرکز آمار ایران، جمعیت بخش دیشموک شهرستان کهگیلویه در سال ۱۳۹۵ برابر با ۲۰۷۴۶ نفر بوده‌است.
یکی از مکان های زیبای منطقه دیشموک کوههای غارون می باشند که بزرگترین قله آن به نام    دیوک   با داشتن مزارع کرفس کوهی زبانزد عام و خاص است.مردم این منطقه از نژاد لر یا لور هستند بر طبق شاهنامه فردوسی بهرام چوبین این نژاد را از هند و به قصد رامشگری(رقص و آواز) و گله داری به ایران آورد ولی بعد از مدتی چون چیزی برای خوردن نداشتند روی به دزدی و راهزنی آوردند.

## جغرافیا

### موقعیت جغرافیایی
شهر دیشموک از شمال به شهرستان لردگان چهارمحال و بختیاری، از غرب به ایذه و باغملک خوزستان و شهرستان بهمئی، از جنوب به ارتفاعات ۳ هزار متری کوه سیاه و شهرستان بهمئی گرمسیر و از شرق به شهرستان مارگون و بخش چاروسا و شهر دهدشت ارتباط دارد.
این شهر دارای زمستان سرد و برفگیر و تابستانی معتدل است.

## مردم‌شناسی
مردم این شهر لرتبار و از ایل بهمئی هستند و به زبان  لری بهمئی  تکلم می‌کنند.

## گردشگری
از جمله مکان‌های گردشگری این شهر عبارتند از:
- قلعه تاریخی دیشموک بر بلندای صخره‌ای گچی و در غرب شهر دیشموک واقع شده‌است. ابعاد تقریبی آثار فوق در ابعاد حدود ۲۵۰×۲۵۰ متر و ارتفاع آثار در حدود ۲۵ متر می‌باشد. نوع مصالح ساختمانی که در این قلعه بکار برده شده‌است عبارتند از سنگ و ملات گچ که دارای استحکام خوبی هستند. برای تأمین آب آشامیدنی ساکنان قلعه و راه ورودی قلعه، راهی خاص و زیر زمینی وجود داشته که بیش از ۲۰۰ متر طول دارد. قدمت این آثار به دوره‌های تاریخی واسلامی می‌رسد.
- گور دخمه یا برد دالو یا سنگ آستودان (در کوهٔ بر فراز شهر دیشموک)
- امامزاده میرسالار (واقع در ۵ کیلومتری جنوب شهر دیشموک)
- قلعه شاه منصور (واقع در روستای لیراب)
- کوه سر به فلک کشیده دل‌افروز
- غار ده احمد در ۵ کیلومتری شمال غرب دیشموک
- تنگ شمشیر بریده
- مناطق سرحدی：ممک (مهمک)، اوولون، کرنگ، لرزو، تنگ لیراب، رود گندم کار، رود سمه
- سد خاکی گراب (دو کیلومتری دیشموک)

مکان‌های گردشگری عبارتند از قلعه شاه منصور لیراب، تنگ بالیاو، امامزاده میرسالار، گوردخمه در دیشموک، کوه دل‌افروز، کوه غارون (کوهایی سرشار از گیاهان طبیعی و داروئی)، قلعه تاریخی دیشموک و این شهر دارای اب هوایی سردسیری است و از مکان‌های خوش اب هوا در استان می‌باشد. دیشموک شهری است در استان کهگیلویه و بویراحمد و شهرستان کهگیلویه، جمعیت این شهر در سال ۱۳۸۵، برابر با ۴٬۰۵۳ نفر (۷۱۰ خانوار) بوده، وسعت بخش دیشموک: ۹۷۶کیلومتر مربع، ارتفاع شهر دیشموک از سطح دریا: ۱۷۷۵ متر می‌باشد. مردم این شهر به زبان لری (گویش بهمئی) و از ایل بزرگ بهمئی (سردسیری) می‌باشند. این شهر دارای زمستان سرد و تابستانی معتدل است. موقعیت آن: از شمال به شهرستان لردگان چهارمحال و بختیاری، از غرب به ایذه و باغملک خوزستان، از جنوب به ارتفاعات ۳ هزار متری کوه سیاه و بخش بهمئی گرمسیر و از شرق به بخش‌های مارگون و چاروسا و شهر دهدشت ارتباط دارد. تا مرکز شهرستان ۹۶ کیلومتر فاصله دارند و ۷ کیلومتر تا امامزاده میرسالار فاصله دارند این شهر از نظر امکانات در شرایط نامساعدی می‌باشد که توجه ویژه برای پیشرفت و بهبود وضعیت آن دارد. این شهر در وسط کوه‌ها قرار دارد که در زمستان آب و هوای بسیار سردی را دارد که در سال ۹۷ گاز رسانی به این شهر شروع شده‌است.
اماکن گردشگری: از جمله مکان‌های گردشگری این شهر عبارتند از: قلعه تاریخی دیشموک، گور دخمه (در کوه بر فراز شهر دیشموک) بالاتر از محله برگره، امامزاده میرسالار (واقع در ۷کیلومتری جنوب شهر دیشموک)، قلعه شاه منصور (واقع در روستای لیراب)، کوه سر به فلک کشیده دل‌افروز، غار ده احمد در ۵ کیلومتری شمال غرب دیشموک
تنگ لیتون
تفرجگاه زیبا و بکر تنگ لیتون در منطقه دلی آجم از توابع بخش دیشموک شهرستان کهگیلویه با خوانی از زیبایی‌های خدادادی مانند بهشت از چشم گردشگران پنهان است. رودخانه پرآب آجم از این تنگ زیبا سرچشمه می‌گیرد و در تمام فصول سال در این تنگ زیبا جاری است.

## قلعه دیشموک
قلعه دیشموک بر بلندای صخره‌ای گچی و در غرب شهر دیشموک واقع شده‌است. ابعاد تقریبی آثار فوق در ابعاد حدود ۲۵۰×۲۵۰ متر و ارتفاع آثار در حدود ۲۵ متر می‌باشد. نوع مصالح ساختمانی که در این قلعه بکار برده شده‌است عبارتند از سنگ و ملات گچ که دارای استحکام خوبی هستند. برای تأمین آب آشامیدنی ساکنان قلعه و راه ورودی قلعه، راهی خاص و زیر زمینی وجود داشته که بیش از ۲۰۰ متر طول دارد. قدمت این آثار به دوره‌های تاریخی واسلامی می‌رسد. چشمه‌ها: کرنگ، سربلقاب، ده ورگ: کوه‌ها: کوه غارون ۳۷۱۰متر، کوه دل‌افروز ۳۰۱۰ متر، کوه مانگشت ۳۵۰۰متر، کوه برفکون ۳۲۵۰ متر، کوه سیاه ۳۳۱۰ متر، کوه منگار ۳۱۱۰ متر، کوه کله ۳۱۸۰ متر، کوه بورک ۳۱۰۸ متر--- یکی از روستاهای بخش دیشموک روستای کرنگ می‌باشد که در این بخش واقع شده که دارای طبیعت بکر و باغات وحشی و زیبا است که چشم هر بیننده ای را به خود جلب می‌کند. روستای کرنگ در ۲۰ کیلومتری شهر دیشموک و در میان کوه‌های سربه فلک کشیده دل‌افروز و نسح طاووس «نسه» و کوه شرنگ رنگ واقع شده می‌باشد. کرنگ دارای طبیعت بکرو باغات وحشی و زیبا می‌باشد که چشم هر رهگذری را به خود جلب می‌کند. مردم این مناطق همیشه در همه مراسمات شادی و سوگواری کنار هم هستند و شریک شادی و غم یکدیگر هستند؛ و مردم این مناطق بهمئی‌نشین هستند که در فصل تابستان دورهم جمع شده و هرکس در باغ و زمین خود مشغول می‌باشد. پوشش گیاهی منطقه: دارای گیاهانی بسیاری که بیشتر آن‌ها دارای خواص دارویی می‌باشند. گیاهانی شامل چویل، جاشیر ٬ملیر، برنجاس ٬کنگر، گلگت، شیر شیرو، خارسه، دوتوبره، ریواس، بکلو، می‌باشد. درختان بدون ثمر چون سپیدار، بید ٬فیش ٬کیکم ٬تنگس ٬گینه و همچنین دارای باغ‌های سرسبزی می‌باشد که دارای درختان میوه چون تاگ ٬انواع انگور ٬گردو ٬سیب ترش ٬سیب شیرین، هلو، آلو، زردآلو، زالزالک، مهلو، بن، کلخنگ، انجیر٬ا نچیچک، انار، گیلاس ٬گلابی و غیره می‌باشد. چشمه‌های متعدد: روستای کرنگ دارای چشمه‌های بسیاری می‌باشد که آب این چشمه‌ها بسیار سرد و گوارا می‌باشد.
قلعه دیشموک، برد دالو (سنگی سوراخ شده و به شکل اتاقک و متعلق به هزاران سال قبل)، پیر پلنگ، برم گراب آبگیری به نام برم سوره نیز از نقاط دیدنی طبیعی دیشموک است. راز و رمز طبیعت مناطق بخش دیشموک را نمی‌توان توصیف کرد؛ طبیعت در جشن بهاری این مناطق بکر آن‌چنان مسحورکننده است که خاطره سفر هر گردشگری به نقاط گردشگری شهر دیشموک و بخش دیشموک همواره در دل او خواهد ماند. استقبال گردشگران نوروزی از دگرگونی طبیعت همواره در نخستین روزهای سال نو به چشم می‌خورد و طبیعت خدادادی و مناظر دیدنی باشکوه بخش دیشموک خاطرات فراموش نشدنی را در دفتر خاطرات سفرهای میهمانان نوروزی ثبت می‌کند. طبیعت بکر و تپه‌های پوشیده از گل‌های رنگارنگ چشم‌اندازهای بسیار زیبایی را طراحی کرده‌است. آنان که مشتاق دیدار از طبیعت خدادادی و آب‌های خروشان در کنار شالیزارهای سرسبز هستند، با سفر به بخش دیشموک قلعه تاریخی دیشموک و قلعه شاه منصور روستای لیراب ضمن دیدار از این مناطق و بهره‌مندی از طبیعت دل‌انگیز از مهمان‌نوازی مردم خونگرم این بخش برخوردار خواهند شد. کوهستان‌ها به گلستانی پر از گل‌های وحشی رنگارنگ تبدیل شده و گل‌های زرد، آبی و قرمز در میان چمنهای سرسبز دشت‌ها جلوه‌ای خاص به طبیعت شهر دیشموک و روستاهای اطراف آن بخشیده‌است. مناطق روستایی از جاذبه‌های خوب گردشگری برخوردار هستند. فعالیت کشاورزی در این مناطق می‌تواند برای میهمانان دیدنی باشد. مناظر و چشم‌اندازهای طبیعی در روستاهای بخش دیشموک بی‌نظیر است، درختان و گونه‌های مختلف گیاهی، رودخانه‌های خروشان و اماکن تاریخی در روستاهای لیراب، فارتق و اسفندان و درغک همه ساله پذیرای مسافران و گردشگران زیادی از سراسر کشور است. شهر دیشموک با اقلیمی سردسیری و با ارتفاع یک‌هزار و ۹۰۰ متر از سطح دریا، دارای جاذبه‌های طبیعی و تاریخی بی‌نظیری است. آب رودخانه تنگ فارتق در دامنه کوه‌های پوشیده از گل و گیاه روان است.

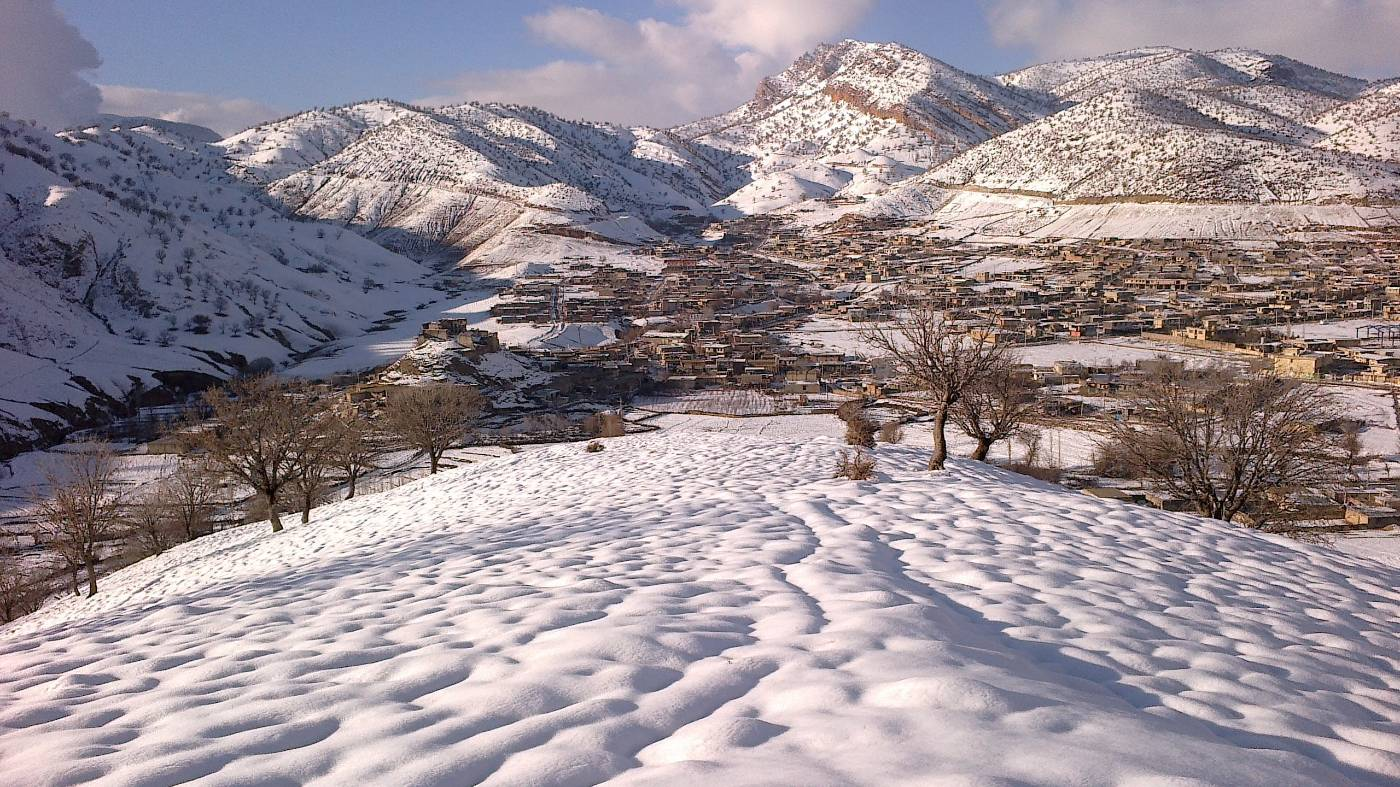
یه روز برفی در دیشموک

### چشمه‌ها
- کرنگ، سربلقاب، ده ورگ، ممک (مهمک)، چشمهٔ چری، چشمه اب بردی، چشمه گیوه تر کن، چشمه به چو، چشمه اب مِلَوَک و…

### کوه‌ها
- کوه غارون ۳۷۱۰متر،
- کوه دل‌افروز ۳۰۱۰ متر،
- کوه مانگشت ۳۵۰۰متر،
- کوه برفکون ۳۲۵۰ متر،
- کوه سیاه ۳۳۱۰ متر،
- کوه منگار ۳۱۱۰ متر،
- کوه کله ۳۱۸۰ متر،
- کوه بورک ۳۱۰۸ متر
- کوه ممبل ۲۱۷۰ متر

## معادن
۱- معدن نیترات پتاسیم لیراب با ظرفیتی بیش از یک میلیون تن؛ حجم ذخیره نخستین معدن نیترات کشور در دیشموک بیش از ۶۰۵ هزار تن با عیار ۸٫۱ درصد برآورد شده‌است. معدن لیراب دیشموک، سال ۱۳۸۰ از سوی وزارت صنایع و معادن وقت کشف شد و به وسیله رسانه‌های همگانی، وجود ماده کمیاب نیترات پتاسیم لیراب به مردم اطلاع‌رسانی شد. فعالیت این معدن حدود ۳۰۰ سال تخمین زده می‌شود. در معدن نیترات بخش دیشموک، بیش از ۴۰۰ نوع مشتقات تولید خواهد شد. نیترات، ماده معدنی مهمی است که در حوزه‌های مختلف از جمله صنعت نفت و گاز، پالایشگاه‌ها، صنایع داروسازی، دستگاه‌های سرمایشی و تهویه مطبوع کاربرد دارد. کشف ذخیره معدنی نیترات در بخش دیشموک کهگیلویه و بویراحمد، ایران را در جمع معدود کشورهای دارای این ماده معدنی راهبردی قرار دهد. کشوهای آمریکا، چین و شیلی دارای بیشترین ذخیره ماده معدنی راهبردی نیترات در جهان هستند.

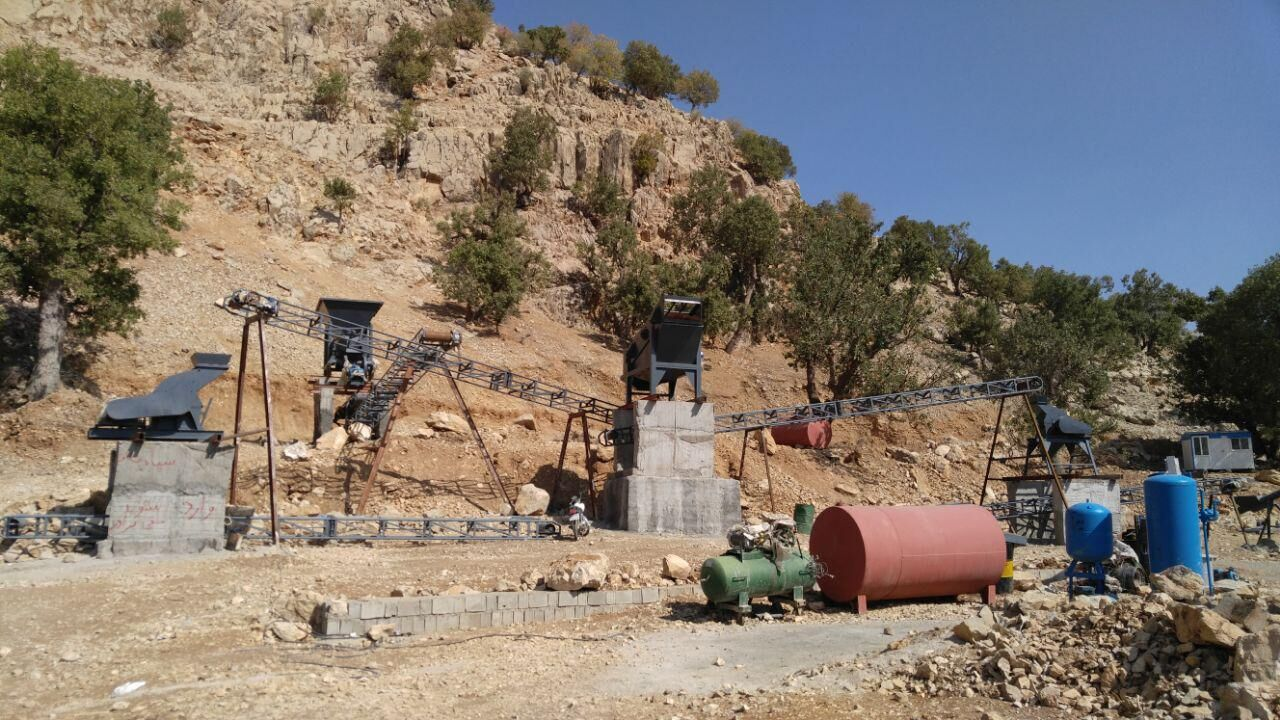
معدن نیترات پتاسیم لیراب

1. چاه‌های نفت پارسی کوه سیاه
2. چاه‌های پلمپ شدهٔ برفکون

## معضلات اجتماعی
خودکشی دختران جوان یکی از معضلات اجتماعی بخش دیشموک است.
چهارماهه ابتدای سال ۱۳۹۸ پنج مورد خودکشی در دیشموک گزارش شده‌است؛ که متأسفانه هر پنج نفر جان خود را از دست داده‌اند.
در سال ۱۳۹۷ پنج مورد سوختگی در بخش دیشموک گزارش‌شده که از این تعداد چهار نفر جان خود را از دست‌داده…
به گفته شاهدان و مردم محلی از جمله دلایل خودکشی در دیشموک:
1. ازدواج تحمیلی
2. مشکلات مالی
3. فقر فرهنگی

به گزارش خبرنگار روزنامه ایران؛ آن‌طور که تحقیقات میدانی فعالان اجتماعی در دیشموک و روستاهای اطراف نشان می‌دهد در شش‌ماهه ابتدای سال ۹۸ بیش از ۱۱ مورد خودسوزی زنان اتفاق افتاده‌است.

## گیاهان دارویی
۱- کرفس کوهی
کوه دل‌افروز دیشموک در استان کهگیلویه و بویراحمد تنها ذخیره گاه گیاه دارویی کرفس کوهی است.
گونه گیاهی کرفس که با عنوان محلی «کلوس» شناخته می‌شود گیاهی خودرو و خوشبو از خانواده چتریان است و دارای ارزش دارویی، درمانی و ژنتیکی است.
۲- بن سرخ یا لیزک (نام محلی بسور یا بن سهر): آش دنگو (محلی کهگیلویه و بویراحمد) محلی و بومی را با همین گیاه تهیه می‌کنند.
۳-تره

## محله‌های قدیمی
بنیس، فیالی، برگره، پا قلعه، سربلقاب، ده ورگ، پس قلعه، گراب، دره دهاب

## فرهنگ
سرو یا شروه، سرو خوانی زنان بهمئی یکی از سوزناک‌ترین آواهای محلی در ایران می‌باشد.
یاریار بهمئی از آوازهای کهن قوم لر است که از فطرت پاک نیاکان سرچشمه گرفته و بخشی از هویت فرهنگی ایل بهمئی را تشکیل می‌دهد.
بازی‌های محلی: الختر، چوکلی، کوس، کل کله برد
۱- الختر بازی محلی که یا به صورت دو نفره یا به صورت دو گروه ۳ نفره می‌باشد طریقه بازی به این شکل است که هر دو نفر باید یک پای خود را در دست بگیرند و شروع به مبارزه کنند یعنی آنقدر به هم تنه بزنند تا بالاخره یکی از آن دو شکست بخورد. در این بازی باید قوای جسمانی بالایی داشته باشند چون گاهی به مدت ۵ دقیقه یا بیشتر باید به همین شکل به مبارزه ادامه می‌دهند.
۲- چوکلی این بازی با دوچوب یکی بزرگ ودیگری کوچک انجام می‌شد دو طرفه زمین بازی دوتا چاله کوچک می کندن بعد بازیکنان به دوگروه تقسیم می شدن هر کدام به یه سمت زمین قرار می گرفتن گروه اول چوب کوچک را روی چاله قرار می‌داد وبا قرار دادن چوب بزرگ زیر ان ضربه می‌زد تا چوب کوچک پرتاب شود چوب کوچک باید کنار گروه دوم قرار بگیرد در غیر این صورت باخت به حساب می‌آمد وباید مسافتی که تعین می‌شد (هو…)می‌کشیدند یعنی نفس خود را حبس می‌کردند از مبدأ تا مقصد این بازی بیشتر مخصوص پسران بود.

## گازرسانی
گازرسانی به دو بخش دیشموک و چاروسا با جمعیتی بیش از پنجاه هزار نفر در سال ۱۳۹۸ صورت گرفته‌است.

## تصاویری از دیشموک

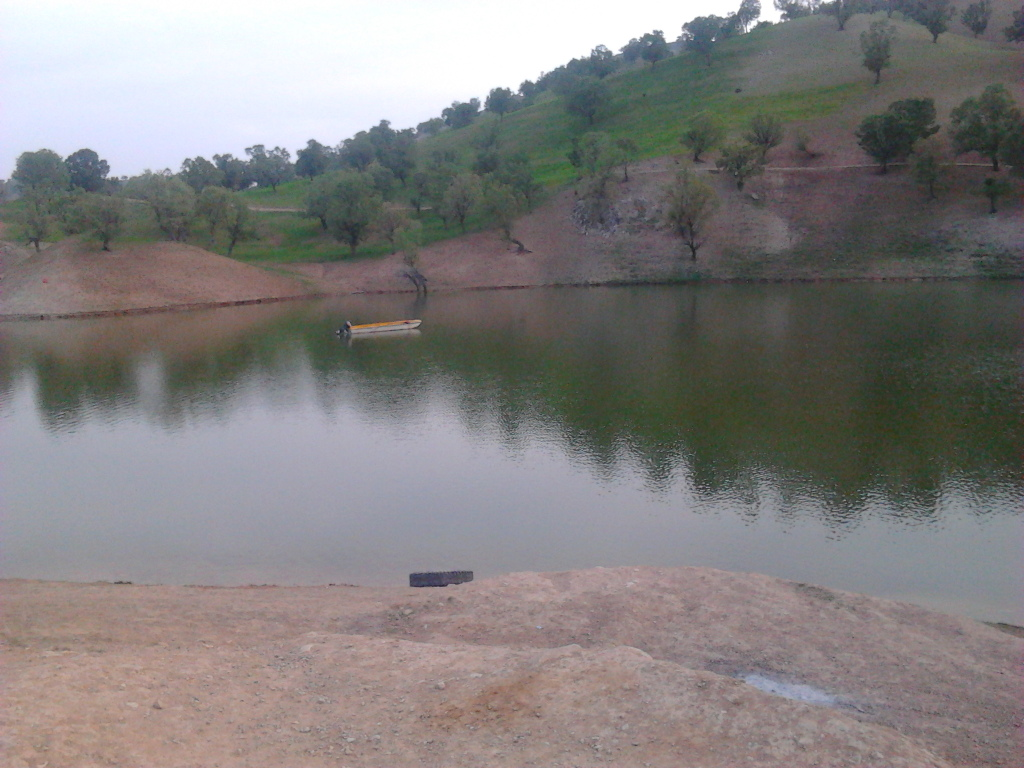
سد خاکی دیشموک
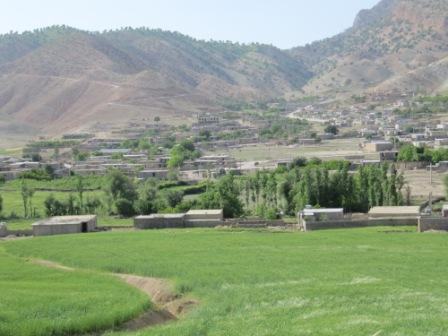
نمای جنوبی دیشموک
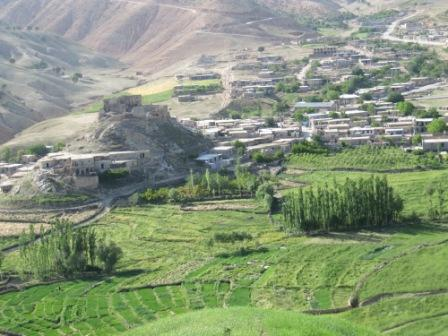
قلعه دیشموک

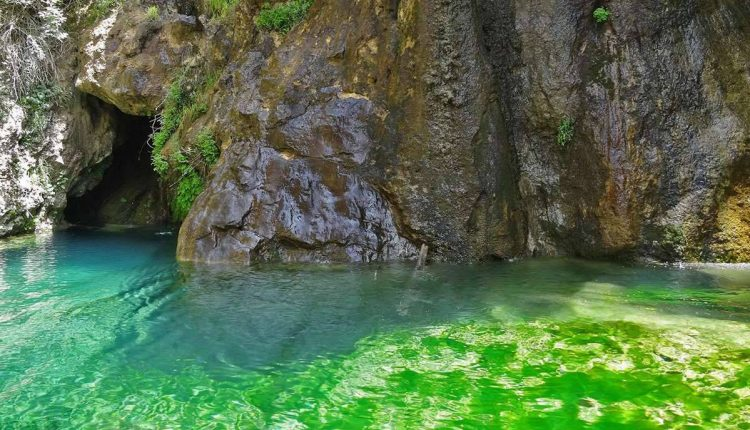
تنگ لیتون آجم دیشموک

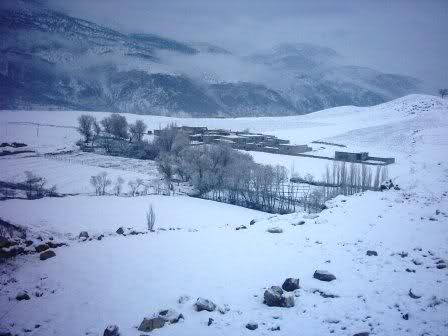
زمستان در دیشموک (نمای سربلقاب)
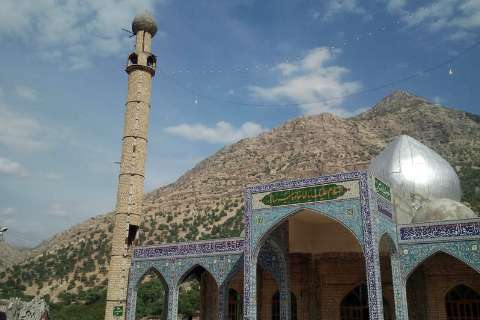
امام زاده میرسالار دیشموک